# 메토 요바노프스키 (배우)
메토 요바노프스키(마케도니아어: Мето Јовановски, 1946년 1월 17일~2023년 11월 16일)는 북마케도니아의 배우이다.

## 출연 작품

### 영화
- 심판(2014년) - 의사 역
- 웬 데이 브레이크(2012년)
- 새하얀 세상(2010년)
- 그레이트 워터(2004년)
- 비포 더 레인(1995년)